# 兵庫県道375号平荘市場線
兵庫県道375号平荘市場線（ひょうごけんどう375ごう へいそういちばせん）は、兵庫県加古川市から小野市に至る一般県道である。

## 概要
加古川市平荘町磐から小野市市場町に至る。

### 路線データ
- 起点：加古川市平荘町磐（兵庫県道79号高砂加古川加西線交点）
- 終点：小野市市場町（万才橋南交差点、兵庫県道18号加古川小野線交点、兵庫県道349号市場多井田線起点）
- 総延長：6.001 km

## 路線状況

### 重複区間
- 兵庫県道349号市場多井田線（小野市市場町 - 小野市市場町・万才橋南交差点（終点））

### 道路施設

#### 橋梁
- 万才橋（加古川、小野市）

## 地理

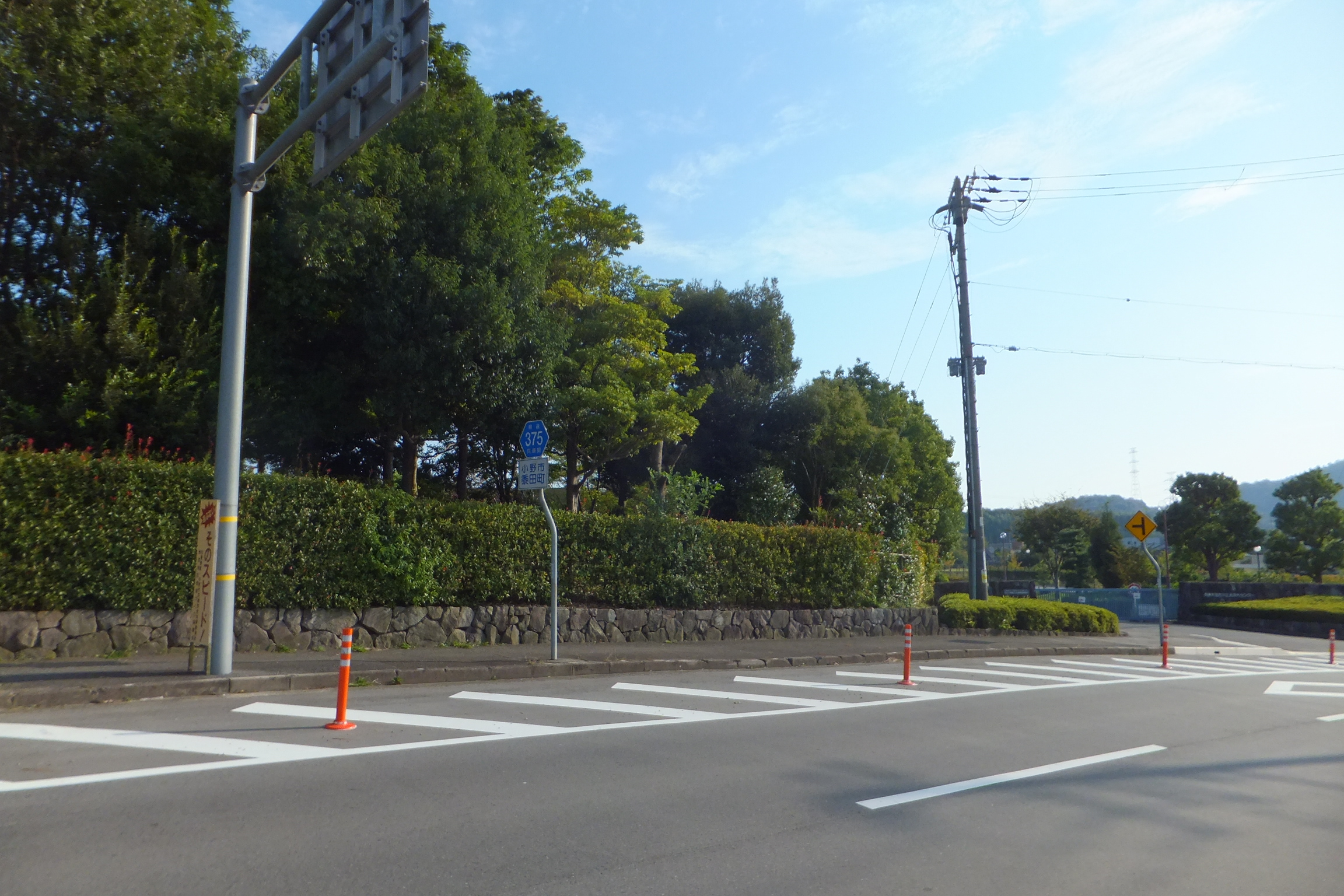
本道の標識
小野市黍田町で撮影

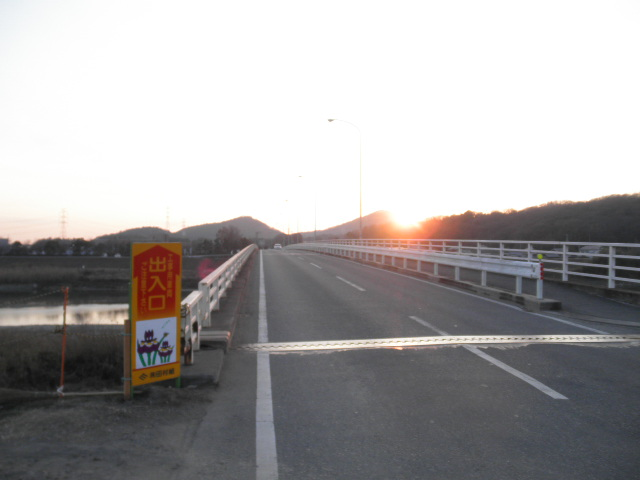
終点付近
小野市市場町で撮影

### 通過する自治体
- 加古川市
- 小野市

### 交差する道路
| 交差する道路                                                    | 市町村名 | 交差する場所 | 交差する場所          |
| --------------------------------------------------------------- | -------- | ------------ | --------------------- |
| 兵庫県道79号高砂加古川加西線                                    | 加古川市 | 平荘町磐     | 起点                  |
| 兵庫県道374号下来住平荘線                                       | 加古川市 | 平荘町磐     |                       |
| 兵庫県道349号市場多井田線 重複区間起点                          | 小野市   | 市場町       |                       |
| 兵庫県道18号加古川小野線 兵庫県道349号市場多井田線 重複区間終点 | 小野市   | 市場町       | 万才橋南交差点 / 終点 |

### 交差する鉄道
- 加古川線

### 沿線
- 加古川ゴルフ倶楽部
- JR西日本加古川線 市場駅